# Apristurus sibogae
Apristurus sibogae е вид пилозъба акула от семейство Scyliorhinidae.

## Разпространение и местообитание
Видът е разпространен в Индонезия (Калимантан и Сулавеси).
Среща се на дълбочина около 655 m.

## Описание
На дължина достигат до 21 cm.